# Operazione Y e altre avventure di Šurik
Operazione Y e altre avventure di Šurik (Операция «Ы» и другие приключения Шурика) è un film del 1965 diretto da Leonid Iovič Gajdaj.

## Trama
Chourik è uno studente che si trova spesso in situazioni ridicole, ma ne esce sempre con mezzi diversi.
Il film è composto da tre parti indipendenti, The Teammate (Naparnik), The Hallucination (Navaždenie) e Operation "Y" (Operacija Y).